# Lee Sang-su
Dans ce nom coréen, le nom de famille, Lee, précède le nom personnel Sang-su.
Pour les articles homonymes, voir Lee.
Lee Sang-su (en coréen : 이상수), est un pongiste coréen né le 13 août 1990.

## Biographie
Le 23 janvier 2010, il remporte l'Open de Slovénie ITTF alors qu'il était issu des qualifications. Il est le premier pongiste dans l'histoire du Pro-tour à réaliser cette performance. Afin de triompher, il aura auparavant éliminé le français Adrien Mattenet en 1/32ème, Fedor Kuzmin en 1/4, Zoltan Fejer-Konnerth en demie et Jens Lundqvist en finale sur le score de 4/1 (11/8 11/7 11/1 7/11 11/3). En 2013, il remporte la médaille d'argent en double aux Championnats du monde.
Il gagne ses premiers championnats d'Asie en simple en 2021. C'est le premier titre de la Corée du Sud dans cette catégorie de la compétition depuis 1952. Il est également champion d'Asie avec l'équipe de Corée de Sud, un quart de siècle après son dernier titre.
Il s'illustre notamment en battant le Chinois Fan Zhendong, alors deuxième joueur mondial, au WTT Champions Frankfurt 2023 (3-1), ainsi que le Chinois Ma Long, considéré comme le plus grand joueur de tous les temps, et ceci à deux reprises (KRA Korea Open 2012, 4-1 ; Championnats du monde de tennis de table par équipes 2024, 3-2).
En 2025, au WTT Champions Chongqing, il bat le Brésilien Hugo Calderano, alors 5ème joueur mondial.

## Vie privée
Lee Sang-su est marié à Park Young-sook, ancienne pongiste membre de l'équipe nationale de Corée du Sud, avec qui il a un fils et une fille. Ils décrochent ensemble une médaille d'argent en double mixte aux Championnats du monde de tennis de table 2013. 